# Achacy Corell (starszy)
Achacy Corell, także Achacy Korel (ur. 1621 w Elblągu, zm. 31 marca 1659 w Elblągu) – drukarz i wydawca elbląski.
Był synem Ottona, nauczyciela kaligrafii w Gimnazjum Elbląskim, potem urzędnika miejskiego i wójta elbląskiego, oraz Ewy z domu Zamehl, pochodzącej z rodziny miejskich patrycjuszy. Od 1627 uczęszczał do Gimnazjum Elbląskiego, po ukończeniu którego wstąpił we wrześniu 1640 na Akademię Królewiecką. Po powrocie do Elbląga podjął pracę korektora w tłoczni Wendela Bodenhausena. Kiedy Bodenhausen zmarł około 1642, Corell pomagał prowadzić zakład wdowie Annie Surawen, by w czerwcu 1646 poślubić właścicielkę i wejść w posiadanie oficyny.
Corell realizował liczne zamówienia Gimnazjum Elbląskiego, od tez dysput na potrzeby ostatnich klas i zaproszeń na przedstawienia teatru gimnazjalnego, przez szkolne podręczniki (w tym pierwszy elbląski druk po polsku, dwujęzyczne 40 dialogów Nicolausa Volckmara), po dzieła pedagogów szkoły. Dziewięć prac w oficynie Corella wydał rektor gimnazjum Joachim Pastorius (m.in. De dignitate Historiae oratio w 1651, De conservanda litterarum gloria oratio inauguralis w 1653 oraz Palaestra nobilium seu consilium de generosum adolescentum educatione w 1654), natomiast profesor teologii i filozofii Henryk Nicolai ogłosił kilka publikacji dotyczących odbioru teorii heliocentrycznej na ziemiach polskich. Corell wydał ponadto dzieło Kurtzgefaste Kirchenhistorie der bömischen Brüder Jana Amosa Komeńskiego (1648), tuż przed wyjazdem tego wybitnego pedagoga z Elbląga po 6-letnim pobycie.
W oficynie Corella ukazywały się ponadto utwory miejscowych literatów — Fryderyka Zamhla, Balthasara Voidiusa, Achacego Domssdorffa. Elblążanin tłoczył druki okolicznościowe, związane z uroczystościami, narodzinami, ślubami, zgonami czy awansami miejscowych luminarzy, a także wydarzeniami przekraczającymi wymiar lokalny, na przykład w związku ze śmiercią króla Władysława IV (utwór Fryderyka Meibohma w 1649) lub koronacją jego następcy Jana Kazimierza (utwór Zygmunta Podkostelskiego). Wreszcie Corell wydawał liczne pisma religijne, przede wszystkim literaturę kaznodziejską; wznowił Mały Katechizm Lutra. Niezależnie z oficyny korzystali także autorzy katoliccy.
Do pierwszych druków polskich w Elblągu zaliczyć należy ponadto wydaną przez Corella rozprawkę Droga do zupełnej wolności Łukasza Górnickiego (1650). W okresie działalności Corella z jego oficyny wyszło przeszło ćwierć tysiąca druków — średnio 18 rocznie. Krótko przed śmiercią, w związku z zajęciem miasta przez Szwedów w dobie potopu, właściciel przeniósł swój zakład z peryferii miejskich na Stare Miasto. Zmarł wiosną 1659. Prowadzenie zakładu przejęła wdowa (druga żona, Elżbieta z Preussów, poślubiona w 1656), a po dojściu do pełnoletniości dziesięć lat później jedyny syn Corella, również Achacy.